# Lorena García Díez
Lorena García Díez, née le 22 janvier 1982 à Guadalajara (Castille la Manche, Espagne), est une journaliste espagnole qui dirige  les informations du matin sur la chaîne de télévision Antena 3. 
Elle écrit dans les quotidiens du groupe La Tribuna.

## Biographie
Lorena García est licenciée en journalisme de l'Université Carlos III de Madrid où elle étudie entre 2000 et 2004. Elle commence sa carrière professionnelle à COPE Guadalajara où elle co-édite et présente les informations. Elle présente aussi l'émission La Universidad retransmise en direct depuis l'Université d'Alcalá de Henares et participe à la rédaction de la revue COPE Magazine.
En décembre 2005, elle entame une nouvelle étape en rejoignant la chaîne publique régionale Radio Televisión Castilla la Mancha où elle fait partie de la rédaction. 
Le 3 octobre 2011 commence l'émission matinale "Castilla la Mancha Despierta" présentée par Lorena García qui est un succès d'audience.

### Antena 3
En septembre 2015, Lorena García est recrutée par la chaîne privée Antena 3 où elle présente les informations du matin entre 8 et 9h.